# Взломщик (фильм, 1957)
«Взломщик» (англ. The Burglar) — фильм нуар американского режиссёра Пола Уэндкоса, вышедший на экраны в 1957 году.
Фильм поставлен по одноимённому роману Дэвида Гудиса 1953 года, который написал и сценарий. По романам Гудиса поставлены также известные американские фильмы нуар «Чёрная полоса» (1947) и «Сумерки» (1957), а также французские криминальные драмы «Стреляйте в пианиста» (1960) и «Бег зайца через поля» (1972).
Это первый фильм в карьере режиссёра Уэндкоса, который затем поставил ещё один полицейский нуар «Дело против Бруклина» (1958), снял несколько военных драм и молодёжных лент, после чего работал в различных жанрах преимущественно на телевидении.
Актёр Дэн Дьюриа сыграл интересные роли во многих фильмах нуар, наиболее заметными среди которых были «Женщина в окне» (1944), «Улица греха» (1945) и «Крест-накрест» (1949). Известная актриса, Джейн Мэнсфилд, играла не только в комедиях, но и в таких лентах как: «Беззаконие» (1955), «Женские джунгли» (1955) и «Слишком горячая рукоятка» (1960). Свою лучшую роль Марта Викерс сыграла в фильме нуар «Большой сон» (1946), заметными её работами стали также роли в нуаровых драмах «Человек, которого я люблю» (1947) и «Безжалостный» (1948).
В 1971 году вышел ремейк фильма под названием «Взломщики», его режиссёром был Анри Вернёй, в главных ролях сыграли Омар Шариф, Жан-Поль Бельмондо и Дайан Кэннон.

## Сюжет
Действие картины происходит в Филадельфии. Профессиональный вор Нэт Харбин (Дэн Дьюриа) смотрит в кинотеатре киножурнал, из которого узнаёт, что влиятельная спиритуалистка Сестра Сара получила от умершего благотворителя богатое наследство, включавшее среди прочего огромную усадьбу и дорогое изумрудное колье. Нэт поручает своей ассистентке Глэдден (Джейн Мэнсфилд) под видом нуждающейся поклонницы проникнуть в дом Сары, выяснить её привычки, режим дня, а также место, где она хранит колье. Глэдден выясняет, что Сара хранит колье в сейфе в спальне на втором этаже, а каждый вечер она смотрит 15-минутную программу новостей в гостиной на первом этаже. Именно этот отрезок времени может быть использован для незаметного проникновения в дом и похищения колье.
Следующим вечером, когда Сара усаживается смотреть новости, Нэт с двумя своими сообщниками подъезжает на автомобиле к её дому. Затем он забирается по приставной лестнице на второй этаж и начинает сверлить сейф. Проезжающий мимо полицейский патруль замечает автомобиль Нэта, припаркованный в пустынном переулке напротив усадьбы Сары, и решает проверить, нет ли поблизости владельца, и почему он оставил машину в этом месте. Подручные Нэта Бэйлок (Петер Капелль) и Домер (Микки Шонесси) подают ему предупреждающий сигнал. Нэт быстро покидает дом, подходит к машине и объясняет полицейским, что машина сломалась, и он ходил по окрестностям в поисках автосервиса, но так ничего не нашёл. После отъезда полиции Нэт возвращается в дом Сары и продолжает вскрывать сейф. В тот момент, когда телепередача уже закончилась, и Сара поднимается наверх, Нэту всё-таки удаётся вскрыть сейф. Он быстро забирает колье и скрывается через окно. Ворам удаётся быстро уехать с места преступления ещё до приезда полиции. По дороге они останавливаются, чтобы сменить номера на машине. После того, как они трогаются с места, некая следящая за ними машина включает фары и начинает движение.
Бандиты добираются до квартиры в старом, заброшенном доме, которая служит им убежищем. Специалист по ювелирным изделиям Бэйлок внимательно осматривает ожерелье и оценивает его в 150 тысяч долларов, это означает, что на чёрном рынке его можно будет продать за 80-85 тысяч долларов. Бэйлок говорит, что у него есть знакомый скупщик краденого в Балтиморе, и он готов немедленно позвонить ему. Однако Нэт решает, что они должны на некоторое время залечь на дно и выждать, пока всё вокруг не успокоится.
Прибывшие по вызову Сары детективы начинают расследование. Первым делом с помощью двух полицейских, которые ночью видели Нэта, они составляют его портрет, который рассылается в 15 ближайших штатов.
Тем временем Домер начинает с вожделением заглядываться на молодую и сексапильную Глэдден, что сильно раздражает её. Ночью Нэт вспоминает своё детство. Он был сиротой-подростком, когда отец Глэдден, профессиональный взломщик, взял его в свой дом, воспитал и научил его своему ремеслу. В ответ отец попросил Нэта, чтобы тот позаботился о юной Глэдден, в случае, если с ним что-либо случится. Через три года отец Глэдден гибнет во время ночной кражи, во многом по вине Нэта, и с этого времени Нэт считает себя ответственным за судьбу Глэдден.
Видя, что Глэдден становится причиной конфликтов в банде, Нэт решает отправить её в Атлантик-Сити, расположенный в 100 километрах от Филадельфии. За ней следует некий таинственный, элегантно одетый человек, который в Атлантик-Сити заводит с ней дружбу и неотступно следует за ней. Тем временем в Филадельфии Нэт знакомится в баре с красивой страстной дамой по имени Делла (Марта Викерс), которая приглашает его продолжить вечер в его квартире. Выпив по нескольку коктейлей, Делла и Нэт доверительно беседуют о своей несчастной жизни. Проснувшись среди ночи, видит, что Деллы рядом нет. Он выходит во двор и слышит, как она разговаривает с неким мужчиной, обсуждая, как они достанут колье.
Поняв, что Глэдден оказалась в опасности, Нэт собирает банду и немедленно выезжает в Атлантик-Сити. По дороге машину Нэта останавливают за нарушение правил. В этот момент по полицейскому радио передают описание банды Нэта и их автомобиля. У Домера не выдерживают нервы, и он стреляет полицейскому в лицо, убивая его наповал. Нэт стремительно трогается с места, однако второй полицейский успевает выстрелить по его машине несколько раз, убив Домера, который сидел на заднем сиденье. Нэт и Бэйлок добираются до окрестностей Атлантик-Сити. Понимая, что кругом выставлено полицейское окружение, они бросают машину, и начинают двигаться к городу через прибрежные заросли. Они набредают на пустую лачугу, где Бэйлок остаётся, а Нэт отправляется в город, чтобы предупредить Глэдден.
Нэт добирается до гостиницы Глэдден и звонит ей из холла. Она отвечает, что не одна, тогда Нэт требует, чтобы она немедленно избавилась от своего кавалера под любым предлогом. Когда этот кавалер спускается по гостиничной лестнице, Нэт узнаёт в нём Чарли, одного из полицейских, которые допрашивали его у дома Сары в ночь ограбления. Нэт приходит к Саре и говорит, что Чарли не любит её, и что его интересует только колье, поэтому надо избавиться от него как можно скорее. Глэдден объясняет, что её связь с Чарли связана с тем, что Нэт отказывается видеть в ней женщину. Перед уходом Нэт прячет колье под подушку кровати Глэдден, которое она находит и прячет в музыкальную шкатулку.
Тем временем Чарли звонит Делле в Филадельфию и требует, чтобы она немедленно прибыла в Атлантик-Сити. Вернувшись в свою лачугу, Нэт встречает там вооружённого Чарли, который только что убил Бэйлока и требует выдать ему колье. Вскоре в лачуге появляется и Делла. Нэт вынужден сказать, что спрятал колье в номере Глэдден. Чарли оставляет Деллу с оружием сторожить Нэта, а сам направляется за колье. Не обращая внимания на пистолет в руках Деллы, Нэт выходит из лачуги и звонит Глэдден, чтобы предупредить её. Они договариваются встретиться на пирсе возле парка аттракционов. Глэдден успевает выйти из гостиницы до прихода Чарли, однако он успевает заметить и преследует её.
Придя на пирс, Чарли показывает свой полицейский жетон охраннику и просит того вызвать полицию. Тем временем Нэт и Глэдден скрываются от Чарли в «туннеле ужасов», и он теряет их из виду. Однако когда Глэдден роняет музыкальную шкатулку, Чарли снова нападает на их след, настигая на трибуне аттракциона с морскими животными. Когда после окончания программы публика расходится, Нэт предлагает Чарли отдать ему колье в обмен на жизнь Глэдден. Чарли соглашается и отпускает девушку. Нэт отдаёт ему колье, после чего Чарли стреляет ему в спину, и умирающий Нэт сползает вниз по трибунной лестнице.
В этот момент появляется вызванная Чарли полиция, которая поздравляет его с прекрасной работой. В тот момент, когда Чарли рассказывает, как Нэт на его глазах выбросил колье в океан, появляется Делла и говорит, что он врёт. Капитан полиции бьёт Чарли по лицу, достаёт из его кармана колье и надевает на него наручники.

## В ролях
- Дэн Дьюриа — Нэт Хэрбин
- Джейн Мэнсфилд — Глэдден
- Марта Викерс — Делла
- Петер Капелль — Бэйлок
- Микки Шонесси — Домер
- Стюарт Брэдли — Чарли

## Оценка критики
Журнал «Варайети» написал о фильме: «Дэну Дьюриа, Джейн Мэнсфилд и Марте Викерс удаётся преодолеть недостатки сценария Дэвида Гудиса и режиссуры Пола Уэндкоса, и тем самым заслужить положительной оценки за свою игру. Этого нельзя сказать об остальных актёрах, большинству из которых позволяется переигрывать до степени старомодного пережёвывания сцен… Нестандартным началом фильма является пролог в виде киножурнала, в котором Дьюриа видит колье, которое решает украсть. Далее следует кража драгоценностей из усадьбы филадельфийской спиритуалистки, за ней — остановка в обветшалом старом доме, пока полиция ищет улики и раскручивает работу правоохранительной системы. Основополагающая идея истории, взятая из одноимённого романа Гудиса, вполне достойная, но саспенс и экшн остались за бортом и утоплены в длинных монологах разнородных персонажей о том, как они попали в свои затруднительные ситуации. Камера Дона Молкеймса уделяет внимание достопримечательностям Филадельфии и Атлантик-Сити, одновременно помогая формировать настроение повествования».
Журнал «Тайм-аут» написал о фильме: «Первая особенность этого фильма нуар заключается в том, что он прокладывает дорогу с помощью стиля с самого начала: в вымышленном киножурнале показывают колье богатой спиритуалистки, на которое кладёт глаз Дьюриа с сообщниками, затем следует замечательная сцена взлома, данная впечатляющей нарезкой под пульсирующий джаз. Завладев должным образом нашим вниманием, экранизация романа Гудиса по его же сценарию погружается в исследование психологических глубин, в то время как банда пережидает. Дьюриа осторожен и отягощён ответственностью за Мэнсфилд, дочь взломщика, который взял его к себе на воспитание, когда тот сбежал из сиротского приюта. Тем временем потному Кэпеллу не терпится сдать барыге ценности. Конфликт нарастает, клаустрофобия нарастает … ну, остальное вы знаете. Уэндкос не меняет правил, но вносит в оформление картины вполне определённое авторское своеобразие, когда раскручивающиеся злоключения приводят к чему-то подобному уэллсовскому финалу (в фильме „Леди из Шанхая“) в парке аттракционов в Атлантик-Сити».